# PTT Pattaya Open 2008
Il Pattaya Women's Open 2008 è stato un torneo di tennis giocato sul cemento.
È stata la 17ª edizione del Pattaya Women's Open, che fa parte della categoria Tier IV nell'ambito del WTA Tour 2008. 
Si è giocato a Pattaya in Thailandia, dal 2 al 10 febbraio 2008.

## Campioni

### Singolare
Agnieszka Radwańska ha battuto in finale  Jill Craybas con il punteggio di 6–2, 1–6, 7–6(4)

### Doppio
Yung-jan Chan /  Chia-jung Chuang hanno battuto in finale  Su-wei Hsieh /  Vania King con il punteggio di 6–4, 6–3